# Yannick Glorieux
Yannick Glorieux (15 januari 1996) is een Belgisch handballer.

## Levensloop
Glorieux was actief bij HC Tongeren en HC Achilles Bocholt. Vanaf seizoen 2022-'23 komt hij uit voor Villeurbanne, een club uit de Franse Proligue. 
Tevens is hij als international actief bij het Belgisch handbalteam. Hij werd onder meer geselecteerd voor het wereldkampioenschap van 2023.